# Hojkovy
Hojkovy (německy Hojkau) je malá vesnice, část obce Mladé Bříště v okrese Pelhřimov. Nachází se asi 1 km na jihovýchod od Mladého Bříště. V roce 2009 zde bylo evidováno 11 adres. V roce 2001 zde trvale žilo 12 obyvatel. Při severním okraji osady protéká Jankovský potok, který bývá označován jako jeden z pramenů řeky Želivky.
Hojkovy leží v katastrálním území Mladé Bříště o výměře 2,22 km².